# 劉業嶸
劉業嶸（？—？），號淄叟，山東青州府樂安縣人，明朝政治人物。

## 生平
崇祯九年（1636年）丙子科山東鄉試第二十九名舉人，崇禎十年（1637年），登丁丑科會試第二十名，廷試三甲七十七名进士。礼部觀政，本年授北直隶元氏知縣。

## 家族
曾祖刘诗，祖刘贯，父刘泰。